# Jalila Hermani
Jalila Hermani (en arabe : جليلة حرماني) est une judokate marocaine.

## Carrière
Jalila Hermani obtient la médaille de bronze dans la catégorie des moins de 78 kg aux Jeux panarabes de 1999 à Amman. Elle est ensuite médaillée de bronze toutes catégories aux Championnats d'Afrique de judo 2001 se déroulant à Tripoli.